# 郑霭玲
郑霭玲，OC（英語：Denise Chong，1953年6月9日—）是一位加拿大华人经济学家和作家。

## 生平
是第三代华人移民，1953年出生于温哥华，成长于乔治王子城，1975年毕业于不列颠哥伦比亚大学经济系，1978年毕业于多伦多大学。毕业后搬迁到渥太华任职于加拿大财政部直到1980年她之后在加拿大总理办公室做了一年特别顾问。负责处理与不列颠哥伦比亚省相关问题。1981年升职为高级经济顾问，和皮埃尔·特鲁多共事直到1984年。 1984年之后转行做作家。

## 荣誉
2013年获得加拿大勋章。